# Duomo di Francoforte sul Meno
Il duomo imperiale di San Bartolomeo (in tedesco: Kaiserdom St. Bartholomäus) è la chiesa cattolica maggiore di Francoforte sul Meno. È detta duomo imperiale grazie alla sua importanza storica, benché non sia mai stata una cattedrale, ma una collegiata. È situata nel distretto di Mainhattan, del quale in passato costituiva uno degli unici punti di interesse.

## Architettura
Il duomo è di stile gotico. l'aula consiste di tre navate, che hanno la stessa altezza, perciò non è una basilica ma una Hallenkirche, che è tipica per il gotico tedesco. Il transetto è lungo come l'aula ed il presbiterio insieme.
Le vetrate sono attribuite al pittore Hans Abel, attivo in città alla fine del XV secolo.

## Storia
Luogo di elezione dal 1356 e, dal 1562, di incoronazione degli Imperatori del Sacro Romano Impero, la chiesa ha assunto nel XIX secolo il valore di simbolo dell'unità nazionale.
Nel 1867 l'edificio, distrutto da un incendio, venne ricostruito nella forma attuale. Tra l'ottobre 1943 e il marzo 1944, con la distruzione del centro storico di Francoforte, la più grande città gotica dell'Europa centrale, la chiesa subì gravi danni con l'interno che bruciò completamente. La ricostruzione avvenne negli anni cinquanta.
L'edificio attuale è una chiesa ad aula lunga 95 metri con una torre gotica del XV secolo.